# Daïra de Ksar Sbahi
La daïra de Ksar Sbahi est une daïra d'Algérie située dans la wilaya d'Oum El Bouaghi et dont le chef-lieu est la ville éponyme de Ksar Sbahi.

## Localisation
La daïra est située au nord et au centre de la wilaya d'Oum El Bouaghi.
|              |                     |           |
|              | daïra de Ksar Sbahi |           |
| Aïn Babouche | Ain Béïda           | Ain Béïda |

## Communes
La daïra est composéé d'une communes : Ksar Sbahi.